# Blasius Kozenn

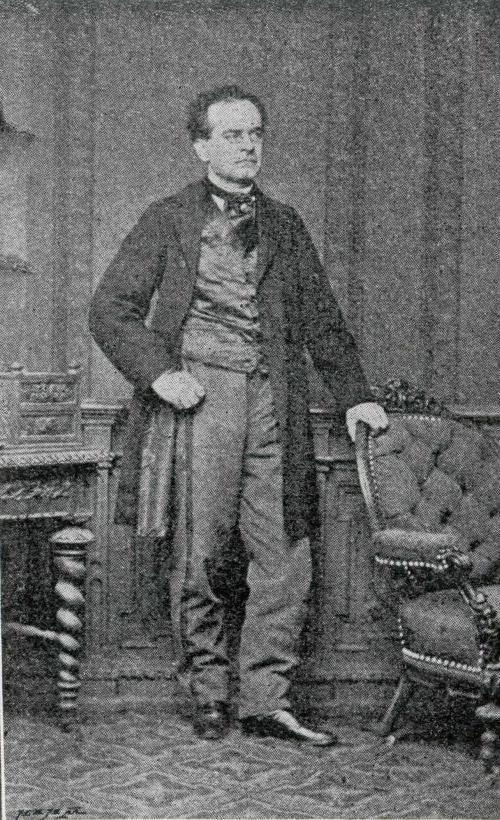
Blasius Kozenn

Blasius Kozenn (slowenisch: Blaž Kocen; * 24. Jänner 1821 in Schlindorf bei Ponigl (Hotunje pri Ponikvi), Untersteiermark; † 29. Mai 1871 in Hernals bei Wien) war katholischer Priester, Gymnasiallehrer und ein bahnbrechender altösterreichischer Kartograph slowenischer Muttersprache.
Mit dem Namen Kozenn verbinden Generationen von ehemaligen Schülern in der österreichisch-ungarischen Monarchie, der Ersten und bis heute auch noch der Zweiten Republik die Erinnerung an ihren Geographie-Schulatlas. Der Kozenn-Atlas erscheint, nach Kozenns Tod von den führenden Schulgeografen Österreichs bearbeitet, immer noch seit mehr als 150 Jahren in zwei Dutzend Sprachen in Millionenauflage.

## Leben
Blasius Kozenn wurde in dem kleinen Dorf Hotunje (Schlindorf) in der Nähe von Ponigl bei St. Georgen bei Cilli, heute Ponikva als Teil der Gemeinde Šentjur, in der damaligen Untersteiermark (heute: Štajerska in Slowenien) als Sohn von slowenischen Kleinbauern geboren. Dort gibt es heute ein vom slowenischen Geographenverband eingerichtetes kleines Museum. Nach Kozenns Besuch der Volksschule in Ponikva erreichte sein dortiger Lehrer, dass der begabte Knabe im Gymnasium von Cilli/Celje aufgenommen wurde. In Graz beendete er seine Gymnasialzeit und studierte anschließend in Klagenfurt, Herzogtum Kärnten, Theologie. 1845 wurde er zum Priester geweiht.
Von 1850 bis 1852 hatte er als Supplent (Hilfslehrer) eine Stelle am Gymnasium in Cilli. Von dort ging er nach Wien, wo er an der Universität Mathematik, Physik und Naturgeschichte studierte und die Lehramtsprüfung in diesen Fächern mit Auszeichnung ablegte. 1854 wurde er in den Staatsdienst übernommen und unterrichtete an Gymnasien, zuerst in Laibach/Ljubljana, damals Hauptstadt des Herzogtums Krain, und von 1855 bis 1858 in Görz/Gorizia im Österreichischen Küstenland. Hier verfasste er die Grundzüge der Geographie für die 1. Classe der Mittel- und Bürgerschulen (erschienen zuerst 1858 in Pest und Wien; unter Mittelschulen sind Gymnasien und ähnliche Lehranstalten zu verstehen, Bürgerschulen hießen die anderen Schulen der 10- bis 14-Jährigen) und die Studie Das Klima von Görz. 1858 kam er an das in deutscher Unterrichtssprache geführte k.k. Staats-Obergymnasium in Olmütz in Nordmähren, wo er bis zu seiner Frühpensionierung 1870 blieb. Auch an der Einführung der Realschule, einer neuen Form der Mittelschule, wirkte er mit und wurde 1863 zum Schulrat ernannt.
Von Olomouc/Olmütz übersiedelte er infolge seiner angegriffenen Gesundheit in den damaligen Wiener Vorort Hernals, wo er am 29. Mai 1871 im Alter von 50 Jahren an Typhus starb.

## Kozenn-Atlas

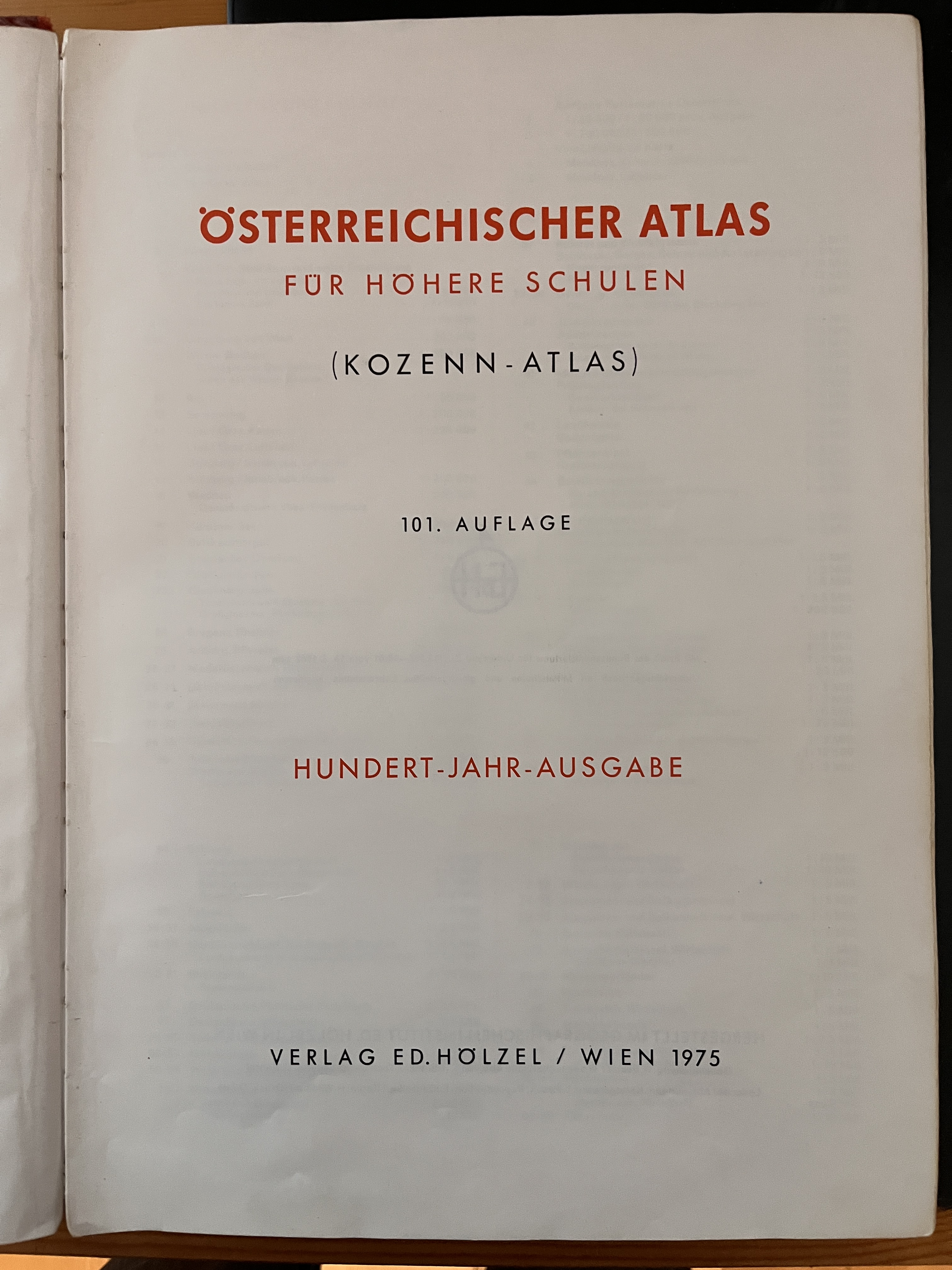
Titelblatt der Hundert-Jahr-Ausgabe des Kozenn-Atlasses für höhere Schulen in Österreich (101. Auflage, 1975)

In Olmütz lernte Kozenn den Buchhändler und Verleger Eduard Hölzel kennen, der ihn für den Plan gewinnen konnte, einen bis dahin noch nicht vorhandenen österreichischen Schulatlas zu gestalten, der schließlich 1861 nach Hölzels Übersiedlung in Wien herausgegeben werden konnte. Kozenn war mehr Praktiker als Wissenschaftler und leistete angesichts der umfangreichen Aufgaben bei einer Atlasneugestaltung, die er fast alle selbst lösen musste, Pionierarbeit.
Er hatte, wie er 1861 schrieb, vor allem die Karten der damaligen großen deutschen Handatlanten von Stieler und Kiepert als Quellen für seine Kartenentwürfe herangezogen. Allerdings schreckte er auch nicht davor zurück, solche aus deutschen Schulatlanten der damaligen Zeit direkt zu kopieren und nur leicht zu modifizieren. Daneben gab Kozenn auch bei seinem Verleger Ed. Hölzel in Wien Schulbücher für Geografie heraus.

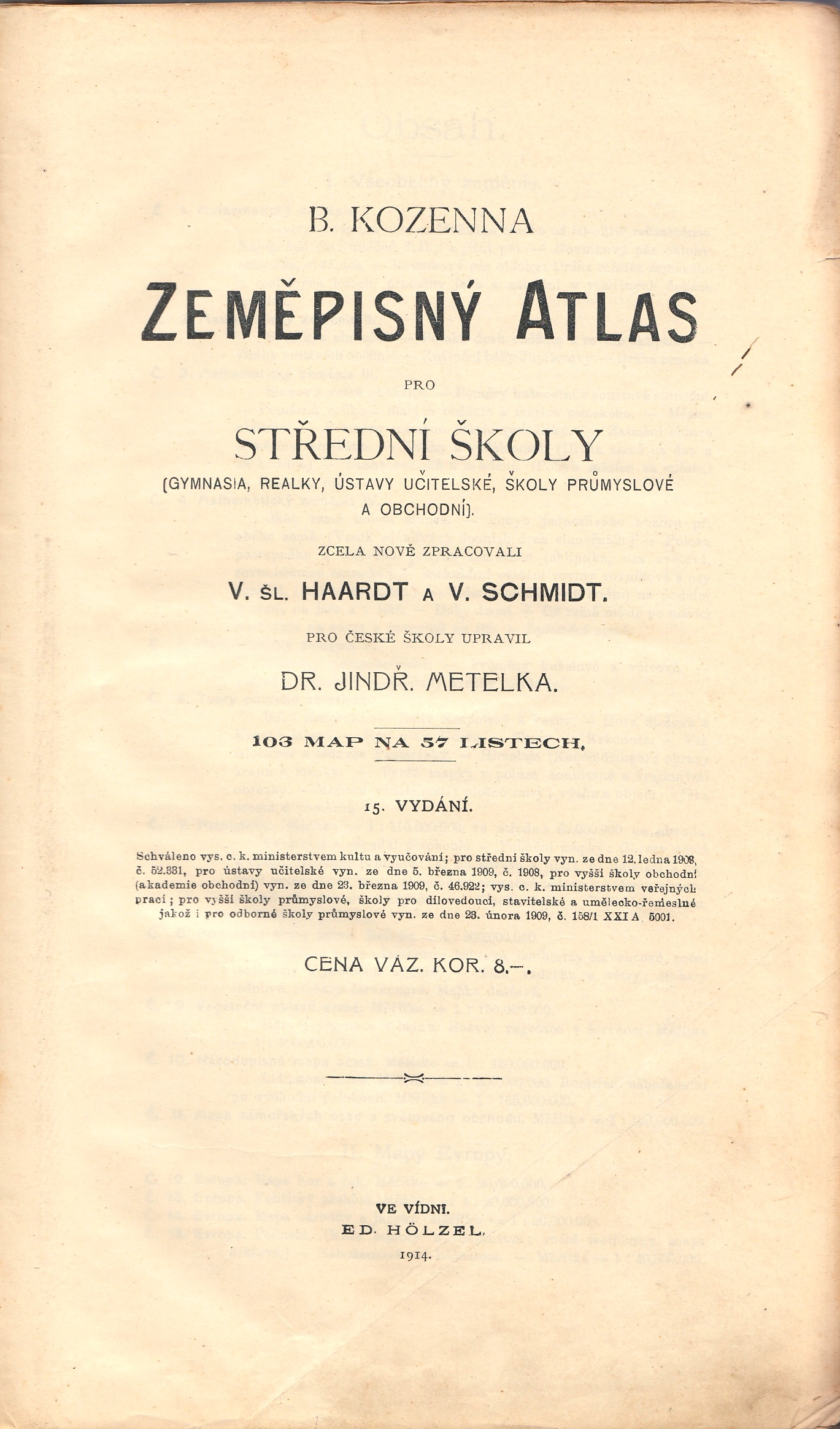
Titelblatt der tschechischen Ausgabe für Mittelschulen, 1914

Bereits um 1900 konnten sich die immer noch Kozenn-Atlanten genannten völligen Neubearbeitungen von Vinzenz von Haardt, Friedrich Umlauft, Wilhelm Schmidt und Franz Heiderich (41. Auflage 1906) sowohl in inhaltlicher als auch in kartografischer und technischer Hinsicht mit den besten ausländischen Produkten messen. Die Erfolge des Verlages Hölzel haben damals auch andere Verlage der Monarchie ermutigt, moderne Schulatlanten herauszubringen. Im kommerziellen Wettstreit entwickelten sie immer bessere Atlasausgaben, in denen immer stärker auch thematische Karten aufschienen. Spätere Bearbeiter, die damit auch die Entwicklung der Schulkartografie prägten, waren Heinrich Güttenberger und Hermann Leiter (53. Auflage 1932), Hans Slanar sen.(Bearbeiter seit 1939 – Neubearbeitung 75. Auflage 1951) und Walter Strzygowski (ab 1956 – „100-Jahr-Ausgabe“ 86. Auflage 1961), Hans Slanar jun.(1978), Wigand Ritter (1995) und Lukas Birsak (1986 bzw. 2006).
Kozenn war Autodidakt. In der Schrift „Geographische Lehrmittel“ (In: Jahresbericht über das k.k. Gymnasium zu Olmütz 1861, S. 1–20) beschrieb er sein Atlaskonzept. Da er nicht Mitglied der Geographischen Gesellschaft in Wien war, findet man in deren Mitteilungen weder einen Nachruf noch eine Würdigung seines Kartenschaffens. Er war ein fleißiger Arbeiter, der auch zahlreiche Schulwandkarten schuf.

## Gedenken
Nach Blasius Kozenn ist seit 1948 der Kozennweg im Grazer Bezirk Ries benannt. In Wien-Hernals erinnert ein Denkmal an ihn.